# Gökçe, Saruhanlı
Gökçe là một thị trấn thuộc huyện Saruhanlı, tỉnh Manisa, Thổ Nhĩ Kỳ. Dân số thời điểm năm 2011 là 1.593 người.